# کوسه (کلاله)
کوسه (کلاله)، روستایی از توابع بخش مرکزی شهرستان کلاله در استان گلستان ایران است.

## جمعیت
این روستا در دهستان کنگور قرار دارد و براساس سرشماری مرکز آمار ایران در سال ۱۳۸۵، جمعیت آن ۱٬۷۷۰ نفر (۴۲۰خانوار) بوده‌است و از قوم های سیستانی _ بلوچ _ ترکمن و سایر اقوام تشکیل شده است.